# Santiago Cabrera

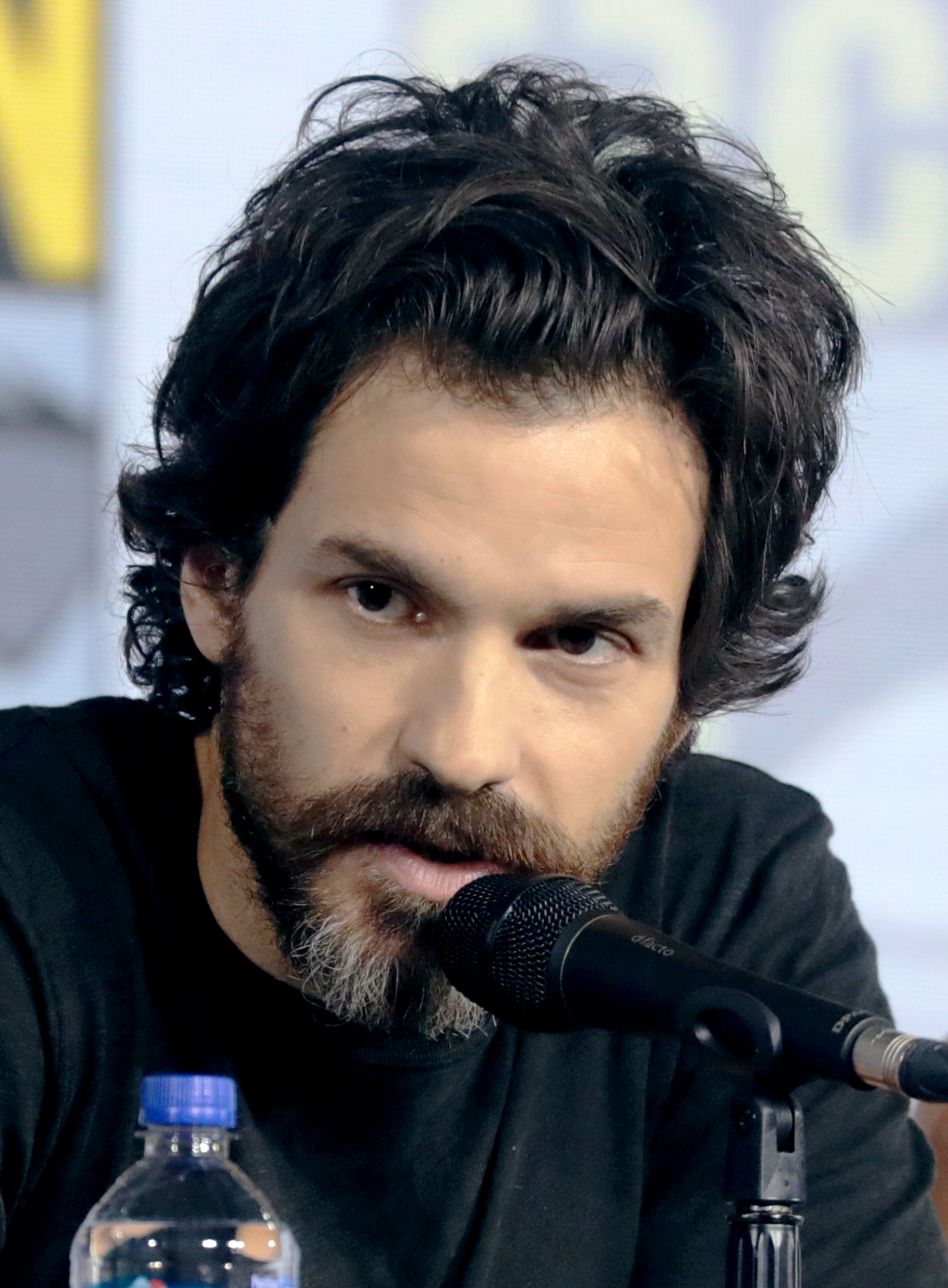
Santiago Cabrera (2019)

Santiago Cabrera (* 5. Mai 1978 in Caracas, Venezuela) ist ein chilenischer Filmschauspieler.

## Leben
Cabrera, geboren als Sohn eines chilenischen Diplomaten, wollte zunächst nicht Schauspieler werden, sondern Profifußballer. Er hatte bereits ein Stipendium sicher, ehe er sich umentschied und 2003 sein Debüt in einer Episode der Fernsehserie Spooks gab.
Bedingt durch den Beruf des Vaters kam Cabrera in seiner Kindheit viel herum und lebte in London, Rumänien und Madrid. Als seine wahre Heimat bezeichnet Cabrera Santiago de Chile.
Im deutschsprachigen Raum wurde Cabrera durch seine Hauptrolle in der Miniserie Empire bekannt. In der ersten Staffel der NBC-Fernsehserie Heroes spielte er den Maler Isaac Mendez.
Santiago Cabrera spielte 2006 eine Hauptrolle in dem Kinofilm Love and Other Disasters mit Brittany Murphy und war in Haven mit Orlando Bloom zu sehen.
2008 spielte er die Nebenrolle des Lancelot in der Fernsehserie Merlin – Die neuen Abenteuer; 2009 übernahm er die Rolle des Camilo Cienfuegos in Steven Soderberghs Che – Revolución. Von 2014 bis 2016 war er als Aramis in der BBC-Serie Die Musketiere zu sehen. 2017 erhielt er seine erste Blockbuster-Nebenrolle in dem Film Transformers: The Last Knight, in dem er unter anderem an der Seite von Anthony Hopkins zu sehen war. Im selben Jahr erschien die erste Staffel der HBO-Serie Big Little Lies, hier übernahm er die Figur des Joseph Bachmann. In den Jahren 2017 und 2018 spielte er die Rolle des Darius Tanz in der CBS-Serie Salvation. In der Anfang 2020 erschienenen Star-Trek-Serie Star Trek: Picard spielt er die Rolle des Christobal „Chris“ Rios.
Cabrera ist seit 2003 mit der Theaterregisseurin Anna Marcea verheiratet. Im April 2016 kam ihr erstes gemeinsames Kind, ein Sohn, zur Welt.

## Filmografie
- 2004: Haven
- 2005: Empire (Miniserie, 6 Folgen)
- 2006: Love and Other Disasters
- 2006–2009: Heroes (Fernsehserie, 17 Folgen)
- 2008: Che – Revolución (Che – Part One: The Argentine)
- 2008–2011: Merlin – Die neuen Abenteuer (Merlin, Fernsehserie, 6 Folgen)
- 2010: Fremd wie ein Fisch (La vida de los peces)
- 2011: Covert Affairs (Fernsehserie, Folge 2x11)
- 2012: Alcatraz (Fernsehserie, Folge 1x01)
- 2012: Gottes General – Schlacht um die Freiheit (For Greater Glory: The True Story of Cristiada)
- 2012: Dexter (Fernsehserie, 3 Folgen)
- 2012: Hemingway & Gellhorn (Fernsehfilm)
- 2013: Anna Karénina (Fernsehfilm)
- 2014–2016: Die Musketiere (The Musketeers, Fernsehserie, 30 Folgen)
- 2017: Transformers: The Last Knight
- 2017–2019: Big Little Lies (Fernsehserie, 8 Folgen)
- 2017: What Happened to Monday?
- 2017–2018: Salvation (Fernsehserie)
- 2019: Ema
- 2020: Die gute Fee (Godmothered)
- 2020–2022: Star Trek: Picard (Fernsehserie)
- 2022: The Flight Attendant (Fernsehserie)
- 2024: Land of Women (Miniserie, 6 Folgen)